# Dypsis ambilaensis
Espèce
Statut de conservation UICN

 EN B1ab(iii); D : En danger
Dypsis ambilaensis est une espèce de palmiers (Arecaceae), endémique de Madagascar. En 2012, comme en 1995, elle est considérée par l'IUCN comme une espèce en danger d’extinction.

## Répartition et habitat
Cette espèce est endémique à l'est de Madagascar. On la trouve du niveau de la mer jusqu'à 50 m d'altitude. Elle pousse dans les forêts côtières, sur le sable blanc.